# Bojanczuk
Bojanczuk (ukr. Боянчук) – wieś na Ukrainie, w obwodzie czerniowieckim, w rejonie czerniowieckim, w hromadzie Jurkiwci. W 2001 liczyła 1033 mieszkańców, spośród których 1028 wskazało jako ojczysty język ukraiński, 3 rosyjski, 1 rumuński, a 1 inny.